# Grande Prêmio Miguel Induráin de 2019
A 21.ª edição da clássica ciclista Grande Prêmio Miguel Induráin foi uma carreira em Espanha que se celebrou a 6 de abril de 2019 com início e final na cidade de Estella sobre um percurso de 193 quilómetros.
A carreira fez parte do UCI Europe Tour de 2019, dentro da categoria UCI 1.1. O vencedor foi o francês Jonathan Hivert da Direct Énergie seguido do espanhol Luis León Sánchez da Astana e o colombiano Sergio Higuita da Fundação Euskadi.

## Equipas participantes
Tomaram parte na carreira 18 equipas: 4 de categoria UCI World Team; 9 de categoria Profissional Continental; e 5 de categoria Continental. Formando assim um pelotão de 123 ciclistas dos que acabaram 89. As equipas participantes foram:
| Equipes WorldTeam (4)- Astana - Mitchelton-Scott - Movistar Team - UAE Team Emirates Equipes profissionais Continentais (9)- Burgos-BH - Caja Rural-Seguros RGA - Cofidis, Solutions Crédits - Direct Énergie - Euskadi Basque Country-Murias - Israel Cycling Academy - Manzana Postobón - Team Novo Nordisk - W52-FC Porto Equipes Continentais (5)- Fundación Euskadi - Guerciotti-Kiwi Atlántico - Lokosphinx - RP-Boavista - Vito-Feirense-BlackJack |
| |

## Classificação final
- As classificações finalizaram da seguinte forma:[3]

| \| Classificação geral \| Classificação geral \| Classificação geral \| Classificação geral \| Classificação geral \| \| Ciclista \| Ciclista \| Equipe \| Tempo \| \| \| ------------------- \| -------------------- \| ----------------------------- \| ------------------- \| ------------------- \| \| 1. \| Jonathan Hivert \| Direct Énergie \| 4h47m56s \| \| \| 2. \| Luis León Sánchez \| Astana \| + 9s \| \| \| 3. \| Sergio Higuita \| Fundación Euskadi \| + 9s \| \| \| 4. \| Mikel Nieve \| Mitchelton-Scott \| + 9s \| \| \| 5. \| Carlos Verona \| Movistar Team \| + 9s \| \| \| 6. \| Tadej Pogačar \| UAE Team Emirates \| + 9s \| \| \| 7. \| Fernando Barceló \| Euskadi Basque Country-Murias \| + 9s \| \| \| 8. \| Jonathan Lastra \| Caja Rural-Seguros RGA \| + 21s \| \| \| 9. \| Alexander Vdovin \| Lokosphinx \| + 24s \| \| \| 10. \| Rubén Plaza \| Israel Cycling Academy \| + 28s \| \| \| 11. \| Omar Fraile \| Astana \| + 28s \| \| \| 12. \| Jesús Herrada \| Cofidis, Solutions Crédits \| + 30s \| \| \| 13. \| Cristián Rodríguez \| Caja Rural-Seguros RGA \| + 45s \| \| \| 14. \| Gorka Izagirre \| Astana \| + 1m23s \| \| \| 15. \| Eduard Prades \| Movistar Team \| + 1m29s \| \| \| 16. \| Mikel Iturria \| Euskadi Basque Country-Murias \| + 1m41s \| \| \| 17. \| Luís Mendonça \| Rádio Popular-Boavista \| + 1m44s \| \| \| 18. \| Tsgabu Grmay \| Mitchelton-Scott \| + 1m50s \| \| \| 19. \| Aldemar Reyes Ortega \| Manzana Postobón \| + 2m55s \| \| \| 20. \| Yecid Sierra \| Manzana Postobón \| + 3m00s \| \| |                      |                               |          |
| |                      |                               |          |
| Fonte: ProCyclingStats |                      |                               |          |
| Classificação geral |                      |                               |          |
| Ciclista | Ciclista             | Equipe                        | Tempo    |
| 1. | Jonathan Hivert      | Direct Énergie                | 4h47m56s |
| 2. | Luis León Sánchez    | Astana                        | + 9s     |
| 3. | Sergio Higuita       | Fundación Euskadi             | + 9s     |
| 4. | Mikel Nieve          | Mitchelton-Scott              | + 9s     |
| 5. | Carlos Verona        | Movistar Team                 | + 9s     |
| 6. | Tadej Pogačar        | UAE Team Emirates             | + 9s     |
| 7. | Fernando Barceló     | Euskadi Basque Country-Murias | + 9s     |
| 8. | Jonathan Lastra      | Caja Rural-Seguros RGA        | + 21s    |
| 9. | Alexander Vdovin     | Lokosphinx                    | + 24s    |
| 10. | Rubén Plaza          | Israel Cycling Academy        | + 28s    |
| 11. | Omar Fraile          | Astana                        | + 28s    |
| 12. | Jesús Herrada        | Cofidis, Solutions Crédits    | + 30s    |
| 13. | Cristián Rodríguez   | Caja Rural-Seguros RGA        | + 45s    |
| 14. | Gorka Izagirre       | Astana                        | + 1m23s  |
| 15. | Eduard Prades        | Movistar Team                 | + 1m29s  |
| 16. | Mikel Iturria        | Euskadi Basque Country-Murias | + 1m41s  |
| 17. | Luís Mendonça        | Rádio Popular-Boavista        | + 1m44s  |
| 18. | Tsgabu Grmay         | Mitchelton-Scott              | + 1m50s  |
| 19. | Aldemar Reyes Ortega | Manzana Postobón              | + 2m55s  |
| 20. | Yecid Sierra         | Manzana Postobón              | + 3m00s  |

## UCI World Ranking
O Grande Prêmio Miguel Induráin outorgou pontos para o UCI World Ranking para corredores das equipas nas categorias UCI World Team, Profissional Continental e Equipas Continentais. As seguintes tabelas mostram o barómetro de pontuação e os 10 corredores que obtiveram mais pontos:
| Posição   | 1.º | 2.º | 3.º | 4.º | 5.º | 6.º | 7.º | 8.º | 9.º | 10.º | 11.º | 12.º | 13.º-15.º | 16.º-25.º |
| Pontuação | 125 | 85  | 70  | 60  | 50  | 40  | 35  | 30  | 25  | 20   | 15   | 10   | 5         | 3         |

| Classificação |                   |                               |        |
| Posição       | Ciclista          | Equipa                        | Pontos |
| ------------- | ----------------- | ----------------------------- | ------ |
| 1.º           | Jonathan Hivert   | Direct Énergie                | 125    |
| 2.º           | Luis León Sánchez | Astana                        | 85     |
| 3.º           | Sergio Higuita    | Euskadi                       | 70     |
| 4.º           | Mikel Nieve       | Mitchelton-Scott              | 60     |
| 5.º           | Carlos Verona     | Movistar                      | 50     |
| 6.º           | Tadej Pogačar     | UAE Emirates                  | 40     |
| 7.º           | Fernando Barceló  | Euskadi Basque Country-Murias | 35     |
| 8.º           | Jonathan Lastra   | Caja Rural-Seguros RGA        | 30     |
| 9.º           | Alexander Vdovin  | Lokosphinx                    | 25     |
| 10.º          | Rubén Plaza       | Israel Cycling Academy        | 20     |